# 단편 소설
단편소설(短篇小說)은 산문 형식으로 쓰는 서술체의 허구적인 이야기이며, 중편소설이나 장편소설보다 길이가 짧고, 문학 잡지류에 수록되거나 작품집으로 편찬되는 경우가 많다. 단편 소설은 가장 오래된 유형의 문학 가운데 하나이며 전 세계의 다양한 고대 공동체에서 전설, 신화, 설화, 동화, 허풍, 우화, 일화의 형태로 존재해왔다. 현대의 단편 소설은 19세기 초에 발달하였다.

## 같이 보기
- 앤솔러지
- 플래시 픽션
- 문예지